# Comité national olympique de la Zambie
Le Comité national olympique de la Zambie (en anglais, National Olympic Committee of Zambia) est le comité national olympique de la Zambie, fondé en 1964 dans l'alors protectorat de la Rhodésie du Nord, à Kitwe.